# سوزان بروم
سوزان بروم (بالإنجليزية: Susan Broome)‏ هي مجدفة أمريكية، ولدت في 14 يوليو 1959 في Fort McClellan ‏ في الولايات المتحدة.

## وصلات خارجية
- سوزان بروم على موقع الاتحاد الدولي للتجديف (الإنجليزية)
- سوزان بروم على موقع اللجنة الأولمبية الدولية (الإنجليزية)
- سوزان بروم على موقع أوليمبيديا (الإنجليزية)